# 富山市立堀川小学校
富山市立堀川小学校（とやましりつ ほりかわしょうがっこう）は富山県富山市にある公立小学校。

## 沿革
個別に提示されていない箇所の出典→
- 1873年9月24日 - 今泉小学校を設置。
- 1878年4月 - 布瀬村に成磎小学校創立。
- 1887年4月1日 - 小泉に校舎を新築して有成小学校開校。
- 1892年10月1日 - 堀川尋常小学校となる。
- 1901年7月25日 - 現在地に校舎新築竣功落成式。
- 1915年4月1日 - 富山師範学校女子部附属小学校代用となる[3]。
- 1937年5月2日 - 新校舎落成式。
- 1945年8月2日 - 富山大空襲により校舎全焼。
- 1947年
  - 4月1日 - 現校名に改称。
  - 10月30日 - 昭和天皇が同校に行幸される（昭和天皇の戦後巡幸）[4]。
- 1957年8月8日 - プール竣工（同年8月12日完工式）[5]。
- 1968年9月18日 - 校舎新築落成式。
- 1969年3月10日 - 校歌制定。
- 1971年9月1日 - 運動場第二次整地完了。
- 1988年3月18日 - 新体育館（鉄骨鉄筋コンクリート造2階建て、1,300m2、工事費2億1,400万円）の完工式[6]。
- 2012年6月 - ユネスコスクールへの加盟が承認される[7]。

## 通学区域
大泉東部、大泉中町、大泉東町二丁目、今泉、今泉北部町、大泉１区南部、大泉中部、大泉本町一丁目～二丁目、大泉町一丁目～二丁目、
大町１区西部、大町１区中部、大町１区北部、大町２区、 掛尾町(字なし 354～402,416～460,473～509,512,513 番 2 号～514 番 1 号,515 番 1～3 号,516～548,601 ～648 番を除く)、掛尾町(千保寺割 125～175 番,744～746,747 の 1～747 の４,748～755,756 の 1,756 の 2,757の 1～757の 7,1171,1172を除く)、小泉町東部、小泉町南部、太郎丸１区～２区、 太郎丸本町一丁目～四丁目、西大泉、西中野本町(3番 3,7,11～13号のみ)、 西中野町一丁目(15番 11～14,28,31,34,40,42,43,46号のみ)、根塚町、東中野町一丁目～三丁目、 堀川小泉町１区～２区、堀川小泉町一丁目～二丁目

## 進学先
- 富山市立大泉中学校
- 富山市立堀川中学校

## 周辺
- 堀川小泉停留場

## 著名な出身者
- 野上浩太郎（政治家、参議院議員）